# Lo stato dell'unione (romanzo Nick Hornby)
Lo stato dell'unione, sottotitolo Scene da un matrimonio (State of the Union: A Marriage in Ten Parts) è un romanzo breve dello scrittore britannico Nick Hornby, pubblicato nel 2019.
L'opera è la trasposizione letteraria dell'omonima serie televisiva sceneggiata dallo stesso Nick Hornby.

## Trama
Dopo quindici anni e due figli il matrimonio tra Tom e Louise è in crisi: la donna lo ha tradito con un altro e i due tentano di salvare la loro unione frequentando una consulente matrimoniale, Canyon. Una volta alla settimana la moglie e il marito si incontrano, prima della seduta dalla terapeuta, nel pub antistante allo studio e confrontano le loro diversità cercando un punto d'incontro.
Le differenze tra Tom e Louise sono innumerevoli: lui è un critico musicale disoccupato, lei un gerontologa; lui ha votato per la Brexit per fare un dispetto agli amici della moglie, lei è europeista; Tom beve birra London Pride e Louise vino bianco; lui si è arreso alla routine matrimoniale mentre lei, sentendosi trascurata e sentimentamente irrealizzata, ha cercato nel rapporto extra matrimoniale con Matthew l'attenzione che Tom non le dava più. Dopo dieci incontri, per dieci settimane, Tom e Louise si rivelaranno l'un l'altra, raccontando verità mai confessate e lati caratteriali tenuti nascosti, fino alla riconciliazione.

## Opere derivate
Il romanzo è la trasposizione letteraria dell'omonima serie televisiva la cui sceneggiatura è stata scritta dallo stesso Nick Hornby, trasmessa nel 2019 dalla SundanceTV, con protagonisti Rosamund Pike e Chris O'Dowd, vincitrice dell'Emmy Award nella categoria outstanding short-form comedy or drama series.
In Italia la serie è stata trasmessa sulla rete televisiva LaEffe a partire dal 17 maggio 2019.

## Edizioni
- (EN) Nick Hornby, State of the Union: A Marriage in Ten Parts, Penguin books, 2019, ISBN 9780593087343.
- Nick Hornby, Lo stato dell'unione, traduzione di Elettra Caporello, Narratori della fenice, Milano, Guanda, 2019, ISBN 9788823525184.